# Vlag van Moeskroen
De vlag van Moeskroen is op 17 juli 1991 bij raadsbesluit vastgesteld als de vlag van de gemeente Moeskroen in de Belgische provincie Henegouwen. De vlag kan als volgt worden beschreven:
Wit met een rode gevlamde linkerschuinbalk.
De vlag werd pas op 18 december 1991 bevestigd door de Franse Gemeenschapsregering. De vlag is gelijk aan het tweede en derde kwart van het gemeentewapen.